# Vincenzo Fontana (architetto)
Vincenzo Fontana (Ravenna, 8 agosto 1946) è un architetto e storico dell'architettura italiano.

## Biografia
Dopo la laurea in architettura, conseguita nel 1969 a Venezia è stato assistente all'Istituto Universitario di Architettura di Venezia (IUAV) e in seguito, nello stesso ateneo, professore di Storia dell'arte contemporanea. Ha insegnato al Politecnico di Torino e a Venezia Storia dell'urbanistica e dell'architettura.
 Dal 1970 al 1987 è stato coordinatore della Università Internazionale dell’arte di Venezia con visiting professor: Buckminster Fuller, Costantino Nivola, György Kepes, Isamu Noguchi, Louis Kahn, Tobia Scarpa. Ha seguito in particolare teoria architettonica del Cinquecento, architettura civile e industriale dell'Italia giolittiana, archeologia industriale e ricerche su giardini storici del Veneto occupandosi della loro catalogazione in collaborazione con la Regione Veneta stessa. Ha diretto poi ricerche cofinanziate dal MIUR sull'iconologia delle città venete minori per il Centro studi sull'Iconografia della città europea diretto da Cesare De Seta presso l'Università di Napoli Federico II .
Da novembre 2011 è in pensione, ma continua a fare ricerca partecipando a convegni e pubblicando. Inoltre, molte delle sue lezioni sono consultabili online su YouTube.
È stato docente all'università di Venezia e come autore attualmente è piuttosto noto anche al di fuori degli ambienti accademici, principalmente per un corposo testo illustrato: Profilo di architettura italiana del Novecento. Il volume riporta una sintesi ragionata degli stili, correnti e orientamenti di tutto l'ultimo secolo della nostra architettura. In copertina del libro è riconoscibile uno scorcio della Torre scenica del teatro Carlo Felice a Genova, opera di fine secolo dell'architetto milanese Aldo Rossi. "Il nuovo paesaggio dell'Italia giolittiana" nel 1981 ha aperto tutta una serie di studi sulla trasformazione delle città, delle campagne e delle montagne italiane ai primi del Novecento che vanno dall'archeologia industriale alla gestione del territorio, come hanno dimostrato numerose recensioni di storici e architetti (Bruno Zevi su L'Espresso e Radio Radicale, Valerio Castronovo per la Fondazione Querini Venezia, Corrado Augias su Rai 3 e La Repubblica). Il saggio "Alvise Corner e la «santa agricoltura» in occasione della mostra a Padova del 1980 è stato apprezzato da Gianfranco Contini . Nel 2008 è stato fellow borsista per l'architettura del paesaggio della fondazione San Paolo di Torino presso la Bogliasco Foundation  . A Ravenna ha curato l'allestimento del Museo dantesco del comune accanto alla tomba di Dante 1980-89 museo dantesco comune di Ravenna Archiviato il 9 marzo 2016 in Internet Archive. e a Mezzano ha progettato con Giuseppe Rustichelli la scuola media «Manara Valgimigli» 1978-80

## Opere
- Vincenzo Fontana con Dehò L. e Doria R., Un sistema architettonico attrezzato nel territorio di Treviso, in «Controspazio», 10, ottobre 1970, pp. 43-46
- Vincenzo Fontana Artisti e committenti a Roma nel Quattrocento. Leon Battista Alberti e la sua opera mediatrice, Istituto di studi romani, Roma 1974;
- Vincenzo Fontana, P. Morachiello, Raffaello e Vitruvio il "De architectura" di Vitruvio nella traduzione inedita di Fabio Calvo ravennate, Officina, Roma 1975;
- Vincenzo Fontana, “Arte” e “Isperienza” nei trattati d'architettura veneziani del Cinquecento, in «Architectura», vol. 8, Kunstverlag, Muenchen- Berlin 1978, pp. 49-72.
- Vincenzo Fontana, Tecnica, scienza e architettura, in Architettura e utopia nella Venezia del Cinquecento, a cura di L. Puppi, Catalogo della mostra (oltre a numerose schede), Milano, Electa, 1980, pp93,124-125,137,138-139,140-143,160,179,187-208.
- Vincenzo Fontana, Alvise Cornaro e la terra, in Alvise Cornaro e il suo tempo, a cura di L. Puppi , Catalogo della mostra (oltre a numerose schede), Padova, Comune di Padova, 1980, pp. 120-128,256-262,265-267,321-322.
- Vincenzo Fontana, Venezia e la laguna nel Cinquecento, in «Casabella», n. 465, gennaio 1981, pp. 12-15.
- Vincenzo Fontana, La scuola speciale di architettura (1865-1915), in Il Politecnico di Milano (1863-1914), Catalogo della mostra, Milano, Electa, 1981, pp. 228-246.
- Vincenzo Fontana Il nuovo paesaggio dell'Italia giolittiana, Laterza, (Grandi opere) Bari-Roma 1981.
- Vincenzo Fontana, Ugo Pizzarello: Le pietre e i legni dell'arsenale di Venezia, L'altra riva, Venezia 1983.
- Vincenzo Fontana, Giovanni Michelucci. Proposte per la città, Essegi, Ravenna 1986.
- Vincenzo Fontana, N. Pirazzoli, Giuseppe Mengoni (1829-1877). Un architetto di successo, Essegi, Ravenna 1987.
- Vincenzo Fontana Fra Giovanni Giocondo Architetto, N. Pozza, Vicenza 1988.
- Vincenzo Fontana Il Museo dantesco di Ravenna riordinato, Essegi, Ravenna 1989.
- Vincenzo Fontana Profilo di architettura italiana del Novecento, Marsilio, Venezia 1999. ISBN 88-317-7182-5.
- Vincenzo Fontana, Struttura urbana e immagine della città nello stato veneziano di terraferma cd rom, PRIN 2000, Università Federico II di Napoli e Ca' Foscari Venezia, Venezia 2003.
- Vincenzo Fontana. La conquista del panorama, in Storia dell'architettura italiana. L'Ottocento, a cura di A. Restucci, Electa, Milano 2005, pp. 478-499.
- Vincenzo Fontana, Paesi e paesaggi del Veneto, DVD, Prin 2003, Università Federico II di Napoli e Ca' Foscari, Kinzica Pisa 2005:
- P. Morachiello, Vincenzo Fontana, L'architettura del mondo Romano Laterza (Grandi opere), Bari 2009. ISBN 978-88-420-9105-9.
- Vincenzo Fontana, Scaloni e sale da musica, alcove e ridotti: il rinnovamento dei palazzi veneziani, in Atlante tematico del Barocco in Italia, Residenze nobiliari Italia Settentrionale a cura di M. Fagiolo, pp. 251-274, De Luca, Roma 2009 ISBN 978-88-8016-690-0.
- Vincenzo Fontana, Dall'astratto decostruito all'informale: dal “Girasole” alla “Saracena”, in Luigi Moretti architetto del novecento, atti del convegno Roma 24-25-26 settembre 2009, pp. 369-374, Gangemi editore, Roma 2011, ISBN 978-88-492-2200-5.
- Vincenzo Fontana, Orientalismi all'origine dell'architettura veneziana, 2012.
- Vincenzo Fontana, Cicognara, Selvatico, Ruskin y Boito. De la Alhambra a los Monasterios sirios in Orientalismo. Arte y arquitectura entre Granada y Venecia Juan Calatrava & Guido Zucconi eds, pp. 281-301, Abada editores, Madrid 2012 ISBN 978-84-15-28955-5.
- Vincenzo Fontana, Fra Giovanni Giocondo ingegnere idraulico a Venezia (1506-1508) in Giovanni Giocondo umanista, architetto e antiquario Pierre Gros e Pier Nicola Pagliara eds, pp. 363-380, pp. 327-329, CISA, Marsilio Venezia 2014 ISBN 978-88-317-2127-1.
- Vincenzo Fontana, Le celebrazioni dantesche a Ravenna nel 1921 e il concorso per la decorazione di San Francesco. Per una storia del Museo Dantesco in Bollettino dantesco. Per il settimo centenario (numero 4 - settembre 2015) ISBN 978-88-96117-58-3.
- Vincenzo Fontana, Dalla teoria alla pratica. La cappella Pisani a Vescovana in Pietro Selvatico e il rinnovamento delle arti nell'Italia dell'Ottocento Alexander Auf der Heyde, Martina Visentin, Francesca Castellani a cura di, pp, 523-539 Edizioni della Normale, IVSLA, Pisa 2016 ISBN 978-88-7642-574-5.